# (400237) 2007 HX61
(400237) 2007 HX61 es un asteroide perteneciente al cinturón de asteroides, descubierto el 22 de abril de 2007 por el equipo del Mount Lemmon Survey desde el Observatorio del Monte Lemmon, Arizona, Estados Unidos.

## Designación y nombre
Designado provisionalmente como 2007 HX61.

## Características orbitales
2007 HX61 está situado a una distancia media del Sol de 2,310 ua, pudiendo alejarse hasta 2,672 ua y acercarse hasta 1,948 ua. Su excentricidad es 0,156 y la inclinación orbital 2,909 grados. Emplea 1282,80 días en completar una órbita alrededor del Sol.

## Características físicas
La magnitud absoluta de 2007 HX61 es 18,2.